# 須山祐多
須山 祐多 (すやま ゆうた、1988年4月8日 - )は、日本のプロ野球審判員。

## 経歴
関西大倉高等学校から天理大学を経て2011年2月1日に日本野球機構審判部に入局。審判員袖番号は入局から2020年まで57、2021年からは6。
2023年には同期入局の梅木謙一と共にオールスター初出場を果たし、第1戦（7月19日、バンテリンドーム）で球審を務めた。

## 審判員出場記録
- 初出場︰2015年9月25日 - オリックス・バファローズ対北海道日本ハムファイターズ23回戦（京セラドーム大阪)）二塁塁審[1]
- 出場試合数︰412試合
- 日本シリーズ：なし
- オールスターゲーム：1回(2023年)

（2024年度シーズン終了時点）

## 表彰
- ウエスタン・リーグ優秀審判員賞:1回(2015年)
- ファインジャッジ賞:1回(2021年[3])

（記録は2021年シーズン終了時）